# NGC 4145A-2
NGC 4145A-2 (другие обозначения — A 1208+40, VV 814, PGC 213942) — галактика в созвездии Гончие Псы.
Этот объект не входит в число перечисленных в оригинальной редакции «Нового общего каталога» и был добавлен позднее.